# Pseudarcidae
De Pseudarcidae zijn een familie van uitgestorven tweekleppigen.